# Hazel Dell South
Hazel Dell South és una concentració de població designada pel cens dels Estats Units a l'estat de Washington. Segons el cens del 2000 tenia 6.605 habitants.

## Demografia
Segons el cens del 2000, Hazel Dell South tenia 6.605 habitants, 2.742 habitatges, i 1.636 famílies. La densitat de població era de 1.180,7 habitants per km².
Dels 2.742 habitatges en un 28% hi vivien nens de menys de 18 anys, en un 43,8% hi vivien parelles casades, en un 11,4% dones solteres, i en un 40,3% no eren unitats familiars. En el 31,8% dels habitatges hi vivien persones soles el 13,3% de les quals corresponia a persones de 65 anys o més que vivien soles. El nombre mitjà de persones vivint en cada habitatge era de 2,36 i el nombre mitjà de persones que vivien en cada família era de 2,97.
Per edats la població es repartia de la següent manera: un 24,5% tenia menys de 18 anys, un 9,1% entre 18 i 24, un 27,9% entre 25 i 44, un 22,2% de 45 a 60 i un 16,3% 65 anys o més.
L'edat mediana era de 37 anys. Per cada 100 dones de 18 o més anys hi havia 91,2 homes.
La renda mediana per habitatge era de 36.571 $ i la renda mediana per família de 42.317 $. Els homes tenien una renda mediana de 36.306 $ mentre que les dones 26.288 $. La renda per capita de la població era de 19.158 $. Aproximadament l'11,3% de les famílies i el 13,8% de la població estaven per davall del llindar de pobresa.

## Poblacions més properes
El següent diagrama mostra les poblacions més properes.